# 聚對苯二甲酸丁二酯
聚對苯二甲酸丁二酯（Polybutylene terephthalate，簡寫作PBT）是一種熱塑性的工程聚合物，可用於電氣或電子產品的絕緣體。聚對苯二甲酸丁二酯是一種（半）結晶聚合物，是聚酯的一種。聚對苯二甲酸丁二酯性質穩定：是耐溶劑，在成形過程中只有很少收縮，而且機械強度亦高，能耐熱150 °C，加上玻璃纖維後還可把耐熱度提性至200 °C。為使聚對苯二甲酸丁二酯不燃燒，可用阻燃劑處理。
聚對苯二甲酸丁二酯跟其他熱塑性聚酯性能相近，其化學及物理性質亦近似：與聚對苯二甲酸乙二酯（PET）相比，聚對苯二甲酸丁二酯的強度及剛度較低，但對撞擊的抵抗較佳，而玻璃化轉變溫度亦較低。PET及PBT均對超過60 °C的熱水敏感。兩種塑料均對紫外線敏感，因此不能在戶外長期使用，但透過加入添加劑，可幫助兩種塑料耐紫外線。

## 應用
聚對苯二甲酸丁二酯常用於房屋的電氣工程，主要作絕緣之用；另外在汽車製造的過程中，亦會用於製作插頭連接器。在日常的家居用品中，例如在花灑或熨斗的把手，亦會選用這種材料。聚對苯二甲酸丁二酯可抽成絲，並用於製作牙刷或化粧用的粉刷的刷毛。

## 商品名稱
- Anjacom (almaak international)
- Arnite (DSM)
- Celanex, Vandar polyester alloy ( 泰科納/Ticona)
- Crastin (杜邦化工/DuPoint)
- Pocan (Lanxess)
- Ultradur (BASF)
- Valox (before GE Plastics, now SABIC Innovative Plastics)
- Schuladur (A. Schulman)
- Shnite (新光合成纖維股份有限公司 Shinkong Synthetic Fiber Corporation)
- Later (LATI)
- Kebater (BARLOG plastics)
- VESTODUR (德固賽/Evonik Degussa)
- Longlite (長春人造樹脂廠股份有限公司 Chang Chun Plastics Co. Ltd.)
- Starester (中国蓝星 China National Bluestar Co. Ltd.)

## 外部連結
- Polybutylene Terephthalate （页面存档备份，存于）